# حاشرات إفريقية
حاشرات أفريقية أو آكلات الحشرات الأفريقية (الاسم العلمي: Afroinsectiphilia)، وهي فرع حيوي (كلاد) تم اقتراحه بناءً على نتائج دراسات علم الوراثة الجزيئي الحديثة. تم اعتبار العديد من الأصناف الموجودة بداخلها جزءًا من رتبة آكلات الحشرات، لكن آكلات الحشرات تعتبر الآن متعددة العرق وعفا عليها الزمن. يعتمد هذا التصنيف المقترح على الدراسات الجزيئية فقط، ولا يوجد دليل مورفولوجي على ذلك.